# 東出昌大
東出 昌大（ひがしで まさひろ、1988年〈昭和63年〉2月1日 - ）は、日本の俳優、ファッションモデル、猟師、YouTuber。埼玉県出身。

## 来歴

### 芸能活動
高校時代に第19回メンズノンノ専属モデルオーディションでグランプリを獲得しデビュー。高校卒業後は大学進学するも中退し、宝飾デザイナーを目指し、ジュエリーの専門学校に進む。
2006年から2011年までパリ・コレクションで、ZUCCaやヨウジヤマモトなどにモデル出演。
2012年、映画『桐島、部活やめるってよ』で俳優デビューし、この作品をきっかけにファッションモデルとしての活動を辞め、俳優に転身。このとき演じた菊池宏樹役で第67回毎日映画コンクール・スポニチグランプリ新人賞と、第36回日本アカデミー賞新人俳優賞を受賞した。
2013年にはNHKの連続テレビ小説『あまちゃん』『ごちそうさん』と上半期（4月 - 9月末）、下半期（10月 - 翌年3月末）に2作連続で出演している。『ごちそうさん』のヒロインの夫・西門悠太郎役でブレイク。2013年にはオリコン調べによる「ブレイク俳優ランキング」で4位にランクインした。
2014年4月12日、映画『クローズEXPLODE』で映画初主演。
2018年、映画『菊とギロチン』や『寝ても覚めても』での演技が評価され数々の男優賞を受賞する。
2020年7月、9年ぶりにヨウジヤマモト 春夏パリ・メンズコレクション2021に出演。
同年7月に映画『コンフィデンスマンJP プリンセス編』が公開され、続編『英雄編』の制作が告知された。
同年9月、三島由紀夫没後50周年記念舞台『MISHIMA2020』に出演。
同年6月に劇場公開された映画『スパイの妻』がヴェネツィア国際映画祭で銀獅子賞を受賞した。
2022年2月15日、所属事務所・ユマニテが東出との専属契約を14日付で解消したことを発表した。

### 私生活
私生活では、2013年度後期放送のNHK連続テレビ小説『ごちそうさん』で共演した女優の杏と2015年元日に連名のFAXで結婚を正式発表。2015年1月1日に埼玉県内の市役所に婚姻届を提出した。「この家に生まれてよかったと思えるような家庭を築くのが目標」と語っていた。同年10月4日に東京・港区の愛宕神社で結婚式を行った。ちなみに杏との最初の出会いはドラマではなく、東出と杏がモデル時代の2006年にパリコレに出演した際、パリの路上で東出から声をかけたという。2016年1月13日に妻の杏が所属事務所のFAXで双子の第1子、第2子妊娠を発表、双子の女児の誕生が5月16日に公表された。2017年3月31日に妻の杏が所属事務所のFAXで第3子妊娠を発表、同年11月上旬に第3子となる男児が誕生した事を11月7日に発表した。
2020年1月23日、映画『寝ても覚めても』で共演した女優・唐田えりかとの不倫を報じた週刊誌報道により、出演CMが打ち切りになった。同年8月1日、所属事務所を通じ、杏との離婚を発表。
2021年11月頃から山での半農半Xの生活を送る。
2024年8月、元女優である一般女性との再婚及び相手女性が妊娠中であることを発表。翌年の2025年2月に出産したことを自身のYouTubeチャンネルで発表した。

## 人物
学歴は埼玉県立朝霞高等学校卒業。
『ごちそうさん』では、慣れない大阪弁での演技に備え、撮影開始1か月前に大阪市へ引っ越し、天満天神繁昌亭や喫茶店でアルバイトしたり、上方落語を聴くなどして役作りに務めた。

### 山の暮らし
山暮らしについて、2024年に『日刊SPA!』の取材で、「住み始めたのはいつからですか」と問われると東出は「3年前です。それよりも前、東京に住んでるころから、週末猟師みたいな感じでここに通っていた。たまにしか来ないから土地の人と交流はなかった。ある日、山中で車がパンクして、歩いて下山したところで助けてくれたのが、ここの主である義守さんだった。そのご縁からこの土地を紹介してもらい移住させてもらった。スキャンダル以来、東京で部屋を借りることができなくなり、『東京なんか別に住みたくねえよ』ってやさぐれているときに移住の話をいただいた」と述べている。また山に住み始めた当初について「住み始めたころは誰も訪ねてこないし、犬も飼ってなかったので、本当に一人だった。食事も適当で、市内のスーパーで1週間分の食事を買い込んで、パスタ、そうめん、ご飯の繰り返しだった。移住してから半年ぐらいは、仕事の依頼もまったくなかった。その後、後輩たちが移住してきたり地元の方々と知り合ったりと徐々に人付き合いが増えていった」と述べている。
2024年1月放送の「めざまし8」（フジテレビ系）では、20代女優3人も含めた山ごもり生活が紹介され、ネット記事で「共同生活」と相次いで報じられた。「共同生活」について東出は否定し、「みんな別々に家を借りている。（住所の）市も違います」と述べている。

### 狩猟
有害鳥獣駆除の免許を取得しており、猟友会にも加入している。狩猟免許は28歳の夏に取った。23歳のときに千松信也の『ぼくは猟師になった』を読んで「こんな生き方があるのか」と興味を持ったが、役者の仕事優先で難しかったので、5年越しでようやく念願叶った形である。「自分で仕留めたものや、貰ったクマ肉などは貰って冷凍庫で保管して食べている」という。2021年ごろから、山小屋で自給自足に近い暮らしを始めた。

### 趣味・嗜好
特技は剣道、バスケットボール、サッカー。剣道は父親が剣道の先生をしていたために幼少期から剣道漬けの毎日だった。段位は三段である。時間が空いている時に道場で子供たちの指導もしているという。また、高校時代はよさこいの活動も行っていた。
趣味の一つに将棋がある。将棋棋士の藤森哲也と親交があり、よく藤森が東出の自宅を訪れて将棋の指導を行っているという。2014年には当時の森内俊之名人と対談したこともある。2016年には映画『聖の青春』で羽生善治役を演じる関係で、実際に羽生が将棋七冠を獲得した対局（1996年・王将戦第4局）で使用していた眼鏡を譲り受けたが、本人曰く「将来『羽生善治記念館』ができたらそこに所蔵されるべき品物なので、それまでお預かりするつもり」とのこと。同作の映画監督森義隆は、東出の役作りについて「羽生さんへの心の底からの尊敬を足場にし、たたずまい、所作、棋譜、精神性まで徹底した研究に研究を重ね」たものと絶賛した。同作の主人公である村山聖を演じた松山ケンイチと東出の二人に対して日本将棋連盟が初段免状を贈呈することとなり、同作公開時の舞台挨拶の際に、羽生善治が登壇して二人に免状を手渡した。
日本酒、歴史が好きで、時代劇にも興味を持つ。
料理も得意で、レシピや魚の捌き方等はネット動画を参考にしている。
落語も愛好しており、不定期で放送されているNHKEテレのテレビ番組『落語ディーパー! 〜東出・一之輔の噺のはなし〜』で司会をつとめていたが前述のスキャンダルにより番組は打ち切りとなった。ただしその後も古今亭志ん生没後50年追善興行（新宿末廣亭、2023年）にトークゲストとして登場したり、『落語ディーパー!～』で共演、2025年に真打昇進した立川吉笑の真打昇進披露宴で祝辞を述べるなど演芸界とのつながりは引き続きある。

### 家族・親族
父親は日本料理の調理師でもあった。19歳で、実父を病気で亡くしている。兄が一人いる。
再婚相手の元女優・松本花林は愛知県豊橋市出身で、大分県内の大学に在籍していたころの2018年には『ミス・ユニバース・ジャパン』の大分県準グランプリに輝いた。引退前は小規模映画への出演のほかに、ジュエリーブランドのモデルの仕事もこなしていた。花林の父は“自然治癒力”を高めるセミナーなどを開催する松本孝一で、豊橋市内でカウンセリング事業をおこなっている。母親は、ジュエリー販売会社を経営する松本華奈美である。

## 出演

### 映画
- 桐島、部活やめるってよ（2012年8月11日、ショウゲート） - 菊池宏樹 役
- すべては君に逢えたから（2013年11月22日、ワーナー・ブラザース映画） - 津村拓実 役
- クローズEXPLODE（2014年4月12日、東宝） - 主演・鏑木旋風男 役
- 0.5ミリ（2014年11月8日、彩プロ） - カラオケ店員 役
- 寄生獣（東宝） - 島田秀雄 役
  - 寄生獣（2014年11月29日）
  - 寄生獣 完結編（2015年4月25日）
- アオハライド（2014年12月13日） - 主演・馬渕洸 役[38]
- GONIN サーガ（2015年9月26日） - 主演・久松勇人 役[39]
- ヒーローマニア-生活-（2016年5月7日） - 主演・中津秀利 役[40]
- クリーピー 偽りの隣人（2016年6月18日） - 野上 役[41]
- デスノート Light up the NEW world（2016年10月29日） - 主演・三島創 役[42]
- 聖の青春（2016年11月19日） - 羽生善治 役 [43]
- ぼくは明日、昨日のきみとデートする（2016年12月17日） - 上山正一 役[44]
- 関ヶ原（2017年8月26日） - 小早川秀秋 役[45]
- 散歩する侵略者（2017年9月9日） - 牧師 役[46]
- 予兆 散歩する侵略者 劇場版（2017年11月11日） - 真壁司郎 役[47]
- OVER DRIVE（2018年6月1日） - 主演・檜山篤洋 役[48]
- パンク侍、斬られて候（2018年6月30日） - 黒和直仁 役[49]
- 菊とギロチン（2018年7月7日） - 中濱鐡 役[50]
- ピース・ニッポン（2018年7月14日） - ナビゲーター
- 寝ても覚めても（2018年9月1日） -  主演・麦 / 亮平 役（一人二役）[51]
- ビブリア古書堂の事件手帖（2018年11月1日） - 田中嘉雄 役
- コンフィデンスマンJP  - ボクちゃん 役
  - コンフィデンスマンJP -ロマンス編-（2019年5月17日）[52]
  - コンフィデンスマンJP -プリンセス編- （2020年7月23日）[53]
  - コンフィデンスマンJP -英雄編-（2022年1月14日）
- 三島由紀夫vs東大全共闘〜50年目の真実〜（2020年3月20日） - ナビゲーター
- スパイの妻〈劇場版〉（2020年10月16日） - 津森泰治 役[54]
- おらおらでひとりいぐも（2020年11月6日） - 周造 役[55]
- BLUE/ブルー（2021年4月9日） - 主演・ 小川一樹 役（松山ケンイチとダブル主演） [56]
- 草の響き（2021年10月8日） - 主演・工藤和雄 役[57][58]
- ボクたちはみんな大人になれなかった（2021年11月5日） - 関口賢太 役[59]
- 峠 最後のサムライ（2022年6月17日） - 徳川慶喜 役[60]
- 天上の花（2022年12月9日） - 主演・三好達治 役[61]
- とべない風船（2023年1月6日） - 主演・憲二 役
- Winny（2023年3月10日） - 主演・金子勇 役[62]
- 福田村事件（2023年9月1日） - 田中倉蔵 役[63]
- コーポ・ア・コーポ（2023年11月17日） - 中条紘 役[64]
- WILL（2024年2月16日） - 主演ドキュメンタリー[65]
- 青春ジャック 止められるか、俺たちを2（2024年3月15日） - 木全純治 役[66]
- 新・三茶のポルターガイスト（2024年6月21日） - ナレーション
- 犬と戦争 ウクライナで私が見たこと（2025年2月21日） - ナレーション
- Demon City 鬼ゴロシ（2025年2月27日、Netflix） - 伏勘太 役[67]
- 次元を超える TRANSCENDING DIMENSIONS（2025年10月17日公開予定） - ヤス 役[68][69]

### テレビドラマ
- 恋愛検定 第2話（2012年6月10日、NHK BSプレミアム） - 吉光淳哉 役
- リセット〜本当のしあわせの見つけ方〜 （2012年9月30日、毎日放送） - シオン 役
- 結婚しない（2012年10月11日 - 12月20日、フジテレビ） - 山田弘樹 役
- ホリック〜xxxHOLiC〜（2013年2月24日 - 4月14日、WOWOW） - 百目鬼静 役
- 連続テレビ小説（NHK総合）
  - あまちゃん（2013年4月1日 - 9月28日） - 若き日の大吉 役
  - ごちそうさん（2013年9月30日 - 2014年3月29日） - 西門悠太郎 役
    - ザ・プレミアム「ごちそうさんっていわしたい!」（2014年4月14日、NHK BSプレミアム） - 西門悠太郎 役 ※スピンオフドラマ
- おやじの背中 第6話（2014年8月24日、TBS） - 戸川祐介 役
- リーガルハイ・スペシャル（2014年11月22日、フジテレビ） - 広瀬史也 役
- 大河ドラマ 花燃ゆ（2015年1月4日 - 12月13日、NHK総合） - 久坂玄瑞 役[70]
- 問題のあるレストラン（2015年1月15日 - 3月19日、フジテレビ） - 門司誠人 役
- 永遠のぼくら sea side blue（2015年6月24日、日本テレビ） - 近藤瞬二 役[71]
- さよならドビュッシー 〜ピアニスト探偵 岬洋介〜（2016年3月18日、日本テレビ） - 主演・岬洋介 役[72]
- 放送90年 大河ファンタジー 「精霊の守り人」（2016年3月19日 - 4月9日、NHK総合） - タンダ 役[73]
  - 精霊の守り人II 悲しき破壊神（2017年1月21日 - 3月25日）
  - 精霊の守り人III 最終章（2017年11月25日 - 2018年1月27日）
- 富士ファミリー2017（2017年1月3日、NHK総合） - 黒松平蔵 役
- LEADERS（リーダーズ） II（2017年3月26日、TBS） - 日下部誠 役
- あなたのことはそれほど（2017年4月18日 - 6月20日、TBS） - 渡辺涼太 役
- 予兆 散歩する侵略者（2017年9月19日 - 10月17日、WOWOWプライム） - 真壁司郎 役
- コンフィデンスマンJP（2018年4月9日 - 6月11日、フジテレビ） - ボクちゃん 役[74]
  - コンフィデンスマンJP 運勢編（2019年5月18日、フジテレビ） - ボクちゃん 役
- このマンガがすごい!「東出昌大の『龍-RON-』」（2018年10月13日、テレビ東京） - 主演・押小路龍（東出昌大／本人）役
- 悪党〜加害者追跡調査〜（2019年5月12日 - 6月16日、WOWOW） - 主演・佐伯修一 役[75]
- ピュア!〜一日アイドル署長の事件簿〜（2019年8月13日 - 8月15日、NHK総合） - 東堂周作 役[76]
- ケイジとケンジ〜所轄と地検の24時〜（2020年1月16日 - 3月12日、テレビ朝日） - 主演・真島修平 役（桐谷健太とダブル主演）[77]
- スパイの妻（2020年6月6日、NHKBS8K / 2021年4月12日、NHK BSプレミアム） - 津森泰治 役[78][79]
- にんげんこわい「心眼」（2022年2月6日、WOWOW） - 盲目の按摩師・梅喜 役[80]

### WEBドラマ
- デスノート NEW GENERATION （2016年9月16日、Hulu） - 主演・三島創 役
- イクサガミ（2025年11月配信予定、Netflix） - 柘植響陣 役[81]

### 舞台
- 夜想曲集（英語版）（2015年5月11日 - 5月24日（銀河劇場）、5月30日・31日（梅田芸術劇場シアタードラマシティ）、6月4日（広島・アステールプラザ大ホール）、6月8日（富山県民会館ホール）、原作:カズオ・イシグロ） - 主演・ヤン 役
- 『豊饒の海』2018 PARCO PRODUCE“三島×MISHIMA”（2018年11月3日 - 5日（プレビュー公演）・11月7日 - 12月12日（東京・紀伊國屋サザンシアターTAKASHIMAYA）、12月8日 - 9日（大阪・森ノ宮ピロティホール）） - 主演・松枝清顕 役
- 『二度目の夏』（2019年7月20日 - 8月12日（東京・本多劇場）、8月17日・18日（福岡・久留米シティプラザザ・グランドホール）、8月20日（広島・JMSアステールプラザ大ホール）、8月22日（静岡・静岡市民文化会館中ホール）、8月24日・25日（大阪・梅田芸術劇場シアター・ドラマシティ）、8月27日・28日（名古屋・日本特殊陶業市民会館ビレッジホール）、9月1日（神奈川・湘南台文化センター市民シアター）、M&Oplaysプロデュース） - 主演・田宮慎一郎 役
- MISHIMA2020『憂国』(『(死なない)憂国』）（2020年9月21・22日（東京、日生劇場）） - 主演・信二 役
- 『人類史』（2020年10月23日 - 11月3日（KAAT神奈川芸術劇場プロデュース）、作：演出:谷賢一） - 主演
- 東京夜光『悪魔と永遠』（2022年2月5日 - 13日（下北沢本多劇場）） - 主演 [82]
- 『ハイ・ライフ』（2023年11月（まつもと市民芸術館プロデュース 実験劇場）、12月（吉祥寺シアター））‐ 主演・ディック 役
- 『Alice in Wonderlight 光の中のアリス』（2024年11月1日 - 10日、シアタートラム）[83]

### テレビ番組
- 落語ディーパー! 〜東出・一之輔の噺のはなし〜（2017年7月31日 - 8月28日、2018年5月6日、9月3日 - 9月24日、2019年1月2日、3月4日 - 3月26日、NHK Eテレ）[84]
- 一・二・三! 羽生善治の大逆転将棋（2018年1月3日、NHK BSプレミアム）
- 推しボン!〜あなたに効く!著名人の極上ブックガイド〜（2018年10月13日、NHK BSプレミアム）
- ゲストダイアン「あつまれ ひがしでの森」（2023年9月16日、ABCテレビ） - MC

ドキュメンタリー番組
- ザ・プレミアム「史上最大の謎 チンギス・ハンの墓 〜俳優・東出昌大 モンゴルの大地を行く〜」（2014年11月29日、NHK BS）
- SWITCHインタビュー 達人達 東出昌大×朝井リョウ（2015年1月10日、NHK Eテレ）
- 緑の中の詩（2015年10月2日 - 12月4日、テレビ東京） - ナビゲーター
  - 緑の中の詩〜チャレンジャーたちの日本ダービー〜（2016年5月4日 - 18日、テレビ東京） - ナビゲーター
  - 緑の中の詩〜ルーキーたちの春〜（2016年4月6日 - 27日、テレビ東京） - ナビゲーター
  - 緑の中の詩〜三冠馬の遺伝子〜（2017年7月5日 - 26日、テレビ東京） - ナビゲーター
- 「黒柳徹子のユニセフ報告」世界の子どもたちと歩んだ30年〜フィリピンの危機を緊急取材〜（2016年7月27日、テレビ朝日） - ナレーション
  - 「黒柳徹子のユニセフ報告」〜ユニセフ親善大使35周年記念 黒柳徹子が混乱のレバノンへ〜（2019年7月7日、テレビ朝日）  - ナレーション
- にっぽん紀行「29歳で逝ったあなたへ〜東出昌大 伝説の棋士を巡る旅〜」（2016年11月23日、NHK総合） - 案内人
- 有る馬の詩〜The poetry of ARIMA〜（2016年11月30日 - 12月21日・2017年11月29日 - 12月20日、テレビ東京） - ナビゲーター
- BS1スペシャル「ただ涙を流すのではなく、“分断する世界”とアウシュビッツ」（2017年2月26日、NHK BS） - ナレーション
- "原爆の絵は語る"〜ヒロシマ被爆直後の3日間〜（2017年8月6日、NHK総合） - ナビゲータ
- 世界のクロサワ「スパイの妻」を語る〜ベネチア国際映画祭17年ぶりの快挙〜（2020年10月17日、NHK BSプレミアム）- 語り[85]

### WEB番組
- トークサバイバー!（2022年3月8日配信、Netflix）- 須藤 役[86]
- 世界の果てに、ひろゆき置いてきた（2023年8月19日 - 9月10日、ABEMA）
  - 世界の果てに、東出昌大置いてきた → 世界の果てに、東出・ひろゆき置いてきた（2024年5月18日 - 9月1日、ABEMA）

### 吹き替え
- 空海-KU-KAI- 美しき王妃の謎（日中合作映画 2018年2月24日） - 白龍 （リウ・ハオラン）役[87]

### CM
- 任天堂「Wii」
- 江崎グリコ「BREO」（2007年、2008年）
- マクドナルド『はじける夏・サルサ』篇、『とろける夏・てりやき』篇（2008年）
- 日本コカ・コーラ「コカ・コーラゼロ（2008年）
- パナソニック「Lumix DMC-G1」『女流一眼隊』（2008年）
- カゴメ
  - 「カゴメ・野菜生活100」『若者』篇（2009年）
  - 「カゴメ 野菜一日これ一本」（2013年）
- ルナルナ「ある日の女優」篇（2012年）
- 第一生命「順風ライフ」『Dセイバー 自分を守る』篇（2013年）
- アサヒ飲料「なないろwater's」（2014年）
- NTTドコモ 新料金「東出さん」篇（2014年）
- 大和ハウス「D-room」『父へのあいさつ』篇（2014年9月 - ）[88]
- イオン「トップバリュ ピースフィット」（2015年4月 - ）
- サントリー「トリス<クラシック>ウイスキー」「ピンときた」篇（2015年10月 - 2017年1月）[89]
- 富士フイルム
  - 「チェキ」（2015年11月 - ）[90]
  - 「お正月を写そう♪」篇（2015年 - 2016年）[91]
- 丸美屋食品工業「麻婆豆腐の素」（2016年 - ）[92]
- Supercell「クラッシュ・オブ・クラン」（2016年 - ）[93]
- フジ住宅「炭の家」編（2017年1月20日 - 2020年1月）[94]
- 麒麟麦酒「キリン零ICHI（ゼロイチ）」（2017年4月11日 - ）
- 三井住友VISAカード「ゴールドウェイ」編（2017年11月11日 - 2020年1月）
- サンスター「G U M・デンタルブラシ」「つよゴシとよわゴシ」編（2019年8月17日 - 2020年1月）[95]
- Honda「フリード」「声の街」編（2019年10月18日 - 2020年1月）
- パーソナルスタイル KASHIMA the Smart Tailor CM「部長」「先輩」「リチャード」編（2019年11月4日 - 2020年1月）

### 広告
- au
- リクルート
- ららぽーと豊洲
- ウィルコム

### PV
- SHIKATA 「言葉だけじゃたりないけど」（2012年）
- MOROHA 「tomorrow」（2016年）[96]

### ショー
- Yohji Yamamoto
- Zucca
- ODA Fashion Design Competition 2010 他
- yohji Yamamoto pour homme S/S 2021

### その他
- オルセー美術館展 印象派の誕生-描くことの自由 - （2014年7月9日 - 10月20日、国立新美術館） - ナビゲーター
- 松本隆トリビュートアルバム『風街であひませう』完全生産限定版 （2015年6月24日発売　ビクターエンタテイメント） - 朗読
- 司馬遼太郎「第20回菜の花忌シンポジウム」（2016年2月20日、日比谷公会堂） - パネリスト
- NHK広島放送局 8K上映番組｢¨原爆の絵¨が語る広島｣（2017年8月1日 - 8月16日、広島平和記念資料館） - ナビゲーター
- 落語協会謝楽祭（2018年9月9日、湯島天満宮）- ゲスト[97]
- 古今亭志ん生没後50年追善興行（新宿末廣亭、2023年9月19日夜）- 座談会ゲスト

## 書籍

### 雑誌
- MEN'S NON-NO
- FINEBOYS
- GET ON!
- smart
- Smart HEAD
- 装苑

### 写真集
- 東出昌大写真集「西から雪はやってくる」（2017年3月13日発売　写真：田附勝　アートディレクター：町田覚　出版社：宝島社）
- 「つかのまのこと」著：柴崎友香 モデル：東出昌大 写真：市橋織江（2018年8月31日発売　出版社：KADOKAWA）

### 連載
- 週間SPA!（2024年5月15日 - ）

## 受賞歴
2013年
- 第67回毎日映画コンクールスポニチグランプリ新人賞（『桐島、部活やめるってよ』）[98]
- 第36回日本アカデミー賞新人俳優賞（『桐島、部活やめるってよ』）[99]

2014年
- 第38回エランドール賞新人賞（2014年）[100]
- 第80回ザテレビジョンドラマアカデミー賞助演男優賞（『ごちそうさん』）[101]
- 第27回日刊スポーツ映画大賞・石原裕次郎賞石原裕次郎新人賞（『寄生獣』『クローズEXPLODE』）
- 第88回キネマ旬報ベスト・テン新人男優賞（『アオハライド』、『寄生獣』、『クローズEXPLODE』、『0.5ミリ』）[102]

2016年
- 将棋初段[34]（『聖の青春』）

2017年
- 第40回日本アカデミー賞 優秀助演男優賞『聖の青春』
- おおさかシネマフェスティバル 助演男優賞『聖の青春』
- 第26回日本映画批評家大賞助演男優賞『聖の青春』
- 第8回コンフィデンスアワード・ドラマ賞 助演男優賞『あなたのことはそれほど』[103]
- 第93回ザテレビジョンドラマアカデミー賞 助演男優賞『あなたのことはそれほど』

2018年
- 第10回TAMA映画賞 最優秀男優賞『寝ても覚めても』『菊とギロチン』『パンク侍、斬られて候』『OVER DRIVE』『予兆 散歩する侵略者 劇場版』[104]
- 第6回 marie claire アジアスターアワード 『フェース・オブ・アジア賞』
- 第4回 ELLE エル・シネマアワード 『エル・メン賞』
- 第40回ヨコハマ映画祭 主演男優賞『寝ても覚めても』『菊とギロチン』『OVER DRIVE』[105]
- 第33回高崎映画祭 最優秀助演男優賞 『菊とギロチン』

2024年
- 第33回日本映画批評家大賞主演男優賞（『Winny』）[106]